# Равни табани
Равни табани или равна стопала (Pes planus) је деформитет који карактерише спуштање свода и заузимање валгусног положаја при стајању.

## Узрок настанка
На појаву ових деформитета утиче пре свега наследни фактор, али и физичка неактивност, гојазност, неадекватна обућа.

## Клиничка слика
У основи обољења се налази лабавост лигаментарног апарата, које може захватити и друге зглобове. Кад није оптерећено, овакво стопало има нормалне лукове табана. Тегобе проузрокује поремећај статике. Пошто је центар стопала у нивоу друге метатарзалне кости, дете хода са убацивањем предњег дела стопала унутра. Нелагодност у стопалу се ретко јавља у детињству.

## Дијагноза
Препознаје се клиничким прегледом и провером плантограмом (отиском на папиру), или тродимензионалним, у специјалној „сунђерастој пени“, односно рачунарском анализом хода.

## Лечење
Лечење се спроводи ортопедским ципелама са улошцима и физикалном терапијом. Лечење започиње већ у најранијем узрасту формирања сводова стопала (до треће, четврте године), вежбама јачања свих структура стопала које подразумевају ход по прстима/петама и нарочито босоноги по неравним подлогама (равне тврде подлоге неки с правом сматрају основним разлогом све веће појаве равних стопала). Вежбе за исправљање равних табана су врло једноставне и могу бити чак и забавне малишанима. Једна од вежби је и хватање ножним прстима кликера или марамице са пода или ваљање празне боце табаном. Новије оперативне технике, тзв. arthroereisis, имају за циљ темпорерно биомеханички проприоцептивно кориговање пронације стопала у подручју субталарно екстраартикуларно. То се постиже разним имплантантима.
Време које је потребно да се табани исправе зависи од узраста и врсте деформитета, али важна је упорност у вежбању и ношењу ортопедских ципела.

## Превенција
Да би се стопало правилно развило и ојачало, најважније је да дете хода босоного у природи, пре свега по шљунку или кори од дрвета. Обућа треба да буде удобна и лагана, са широким предњим делом, због правилног развоја прстију и без високих потпетица (од 2 до 3 цм) како би ослонац телу био равномерно распоређен по читавом стопалу. Додатни улошци се не препоручују јер вештачки одржавају свод стопала и још више слабе мишиће.